# Juan Flórez Posada
Juan Flórez Posada (Lleó, 1876 - Madrid, 1933) fou un enginyer industrial espanyol.

## Biografia
Va obtenir el títol de l'Escola d'Enginyers Industrials de Barcelona l'any 1900 i continuà estudis a l'Escola Montefiore de Bèlgica. Va ser catedràtic de l'Escola Central d'Enginyers Industrials, de la qual va arribar a ser-ne director.
Va ser subsecretari del Ministeri del Comerç, Indústria i Treball entre els anys 1927 i 1929 i subdirector d'Indústria del Govern espanyol. Fins i tot fou ministre de treball en un breu període durant la dictadura de Primo de Rivera. Va col·laborar activament en la conformació de les Associacions d'Enginyers Industrials, i va exercir el càrrec de president de la Junta Superior de l'Associació Nacional d'Enginyers Industrials. Va morir en un accident de circulació en anar cap a Madrid des de Lleó.
A Sabadell se li coneix una sola obra de xemeneia, la de La Lanera Española (1917), projecte que va signar juntament amb l'arquitecte Émile Mouris.

## Obres
- Generalidades y empleo de las corrientes trifásicas.